# Chongqing Changan Automobile Company

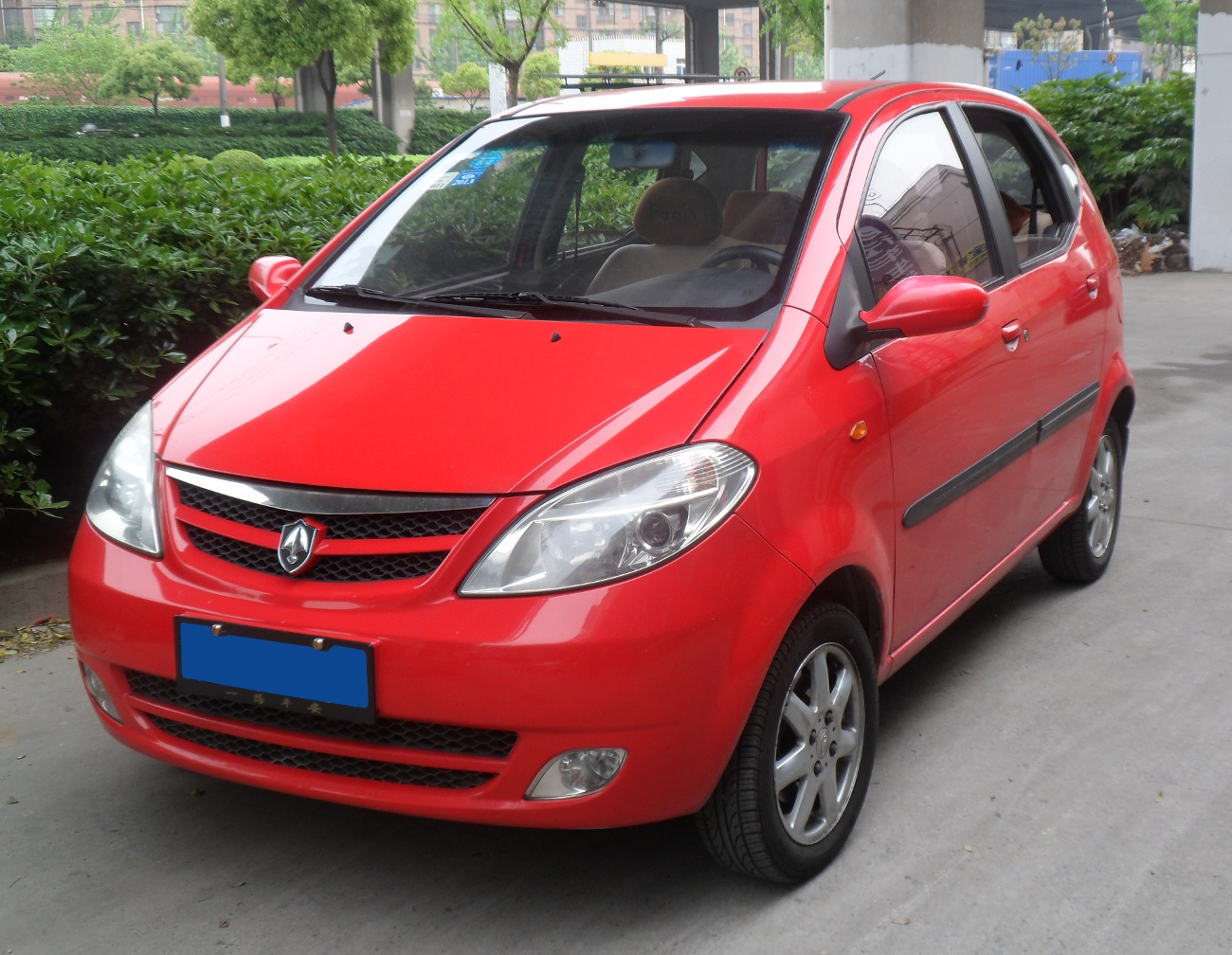
Changan Benben

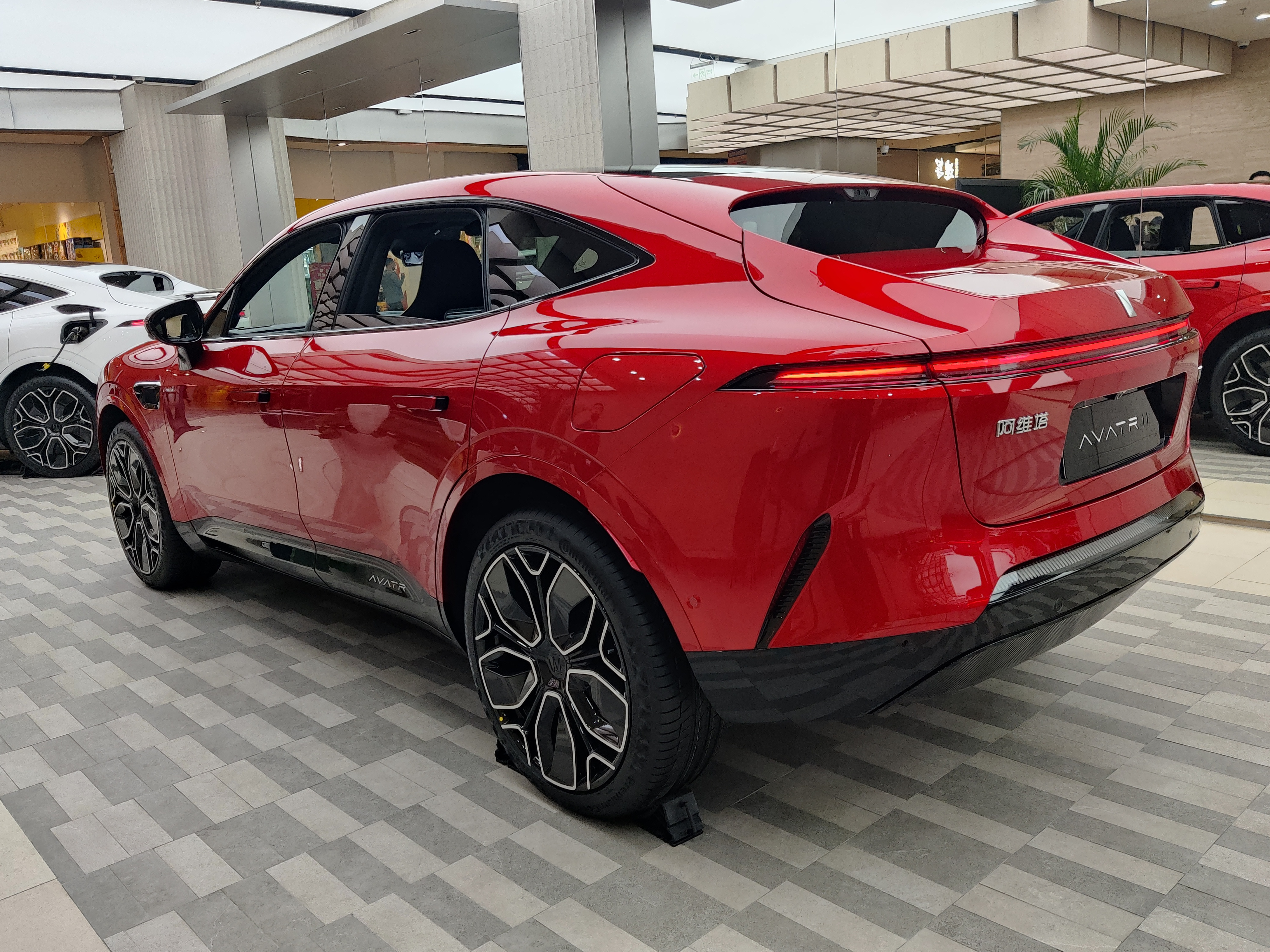
Avatr 11

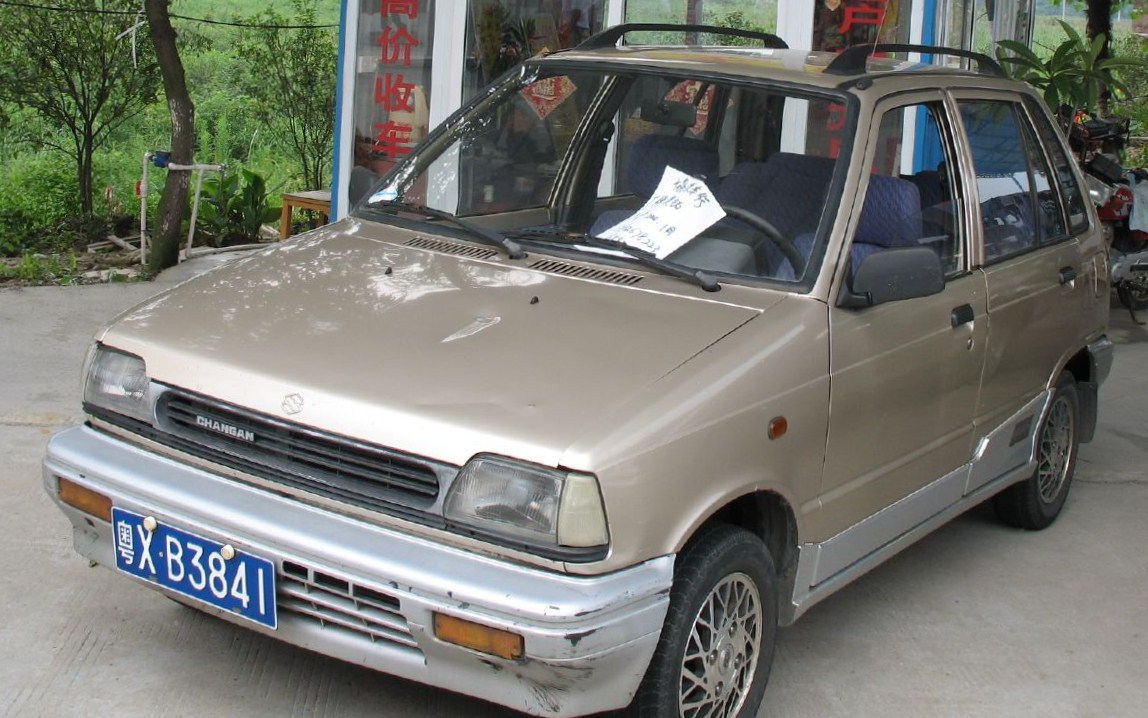
Changan Suzuki Alto

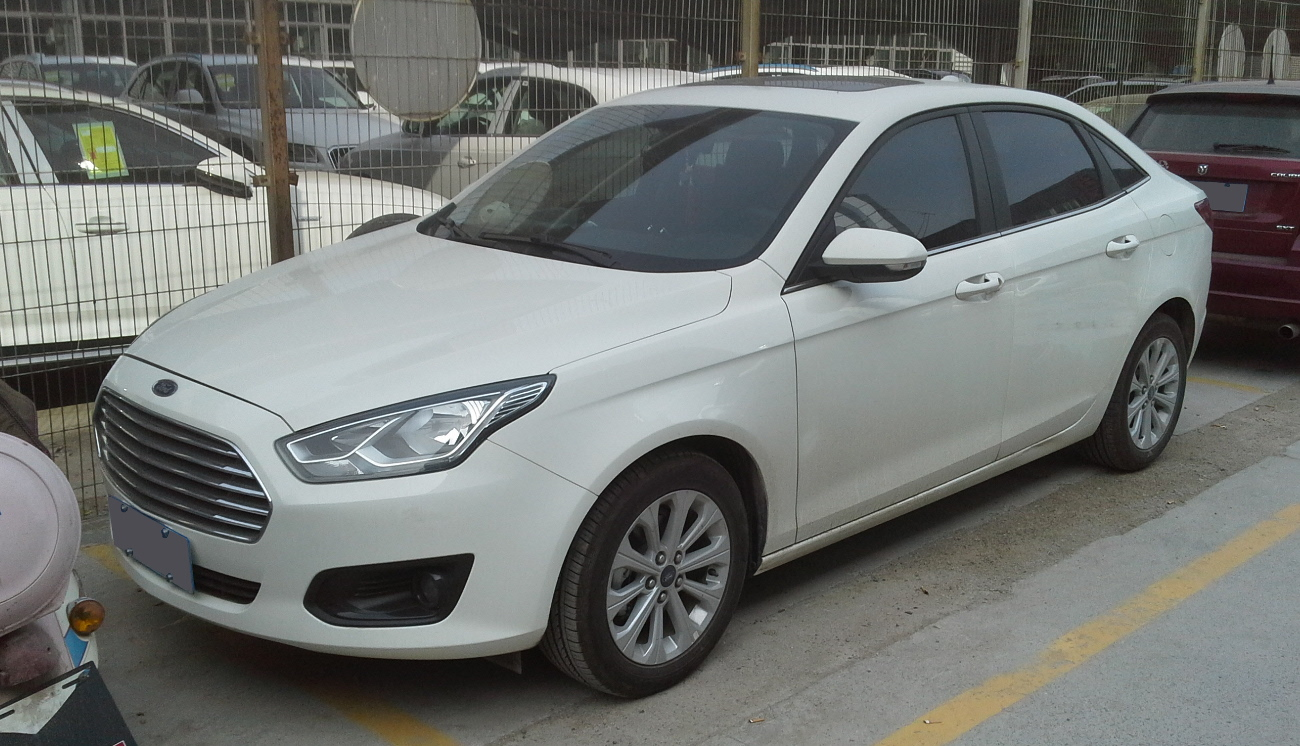
Ford Escort von Changan Ford Automobile

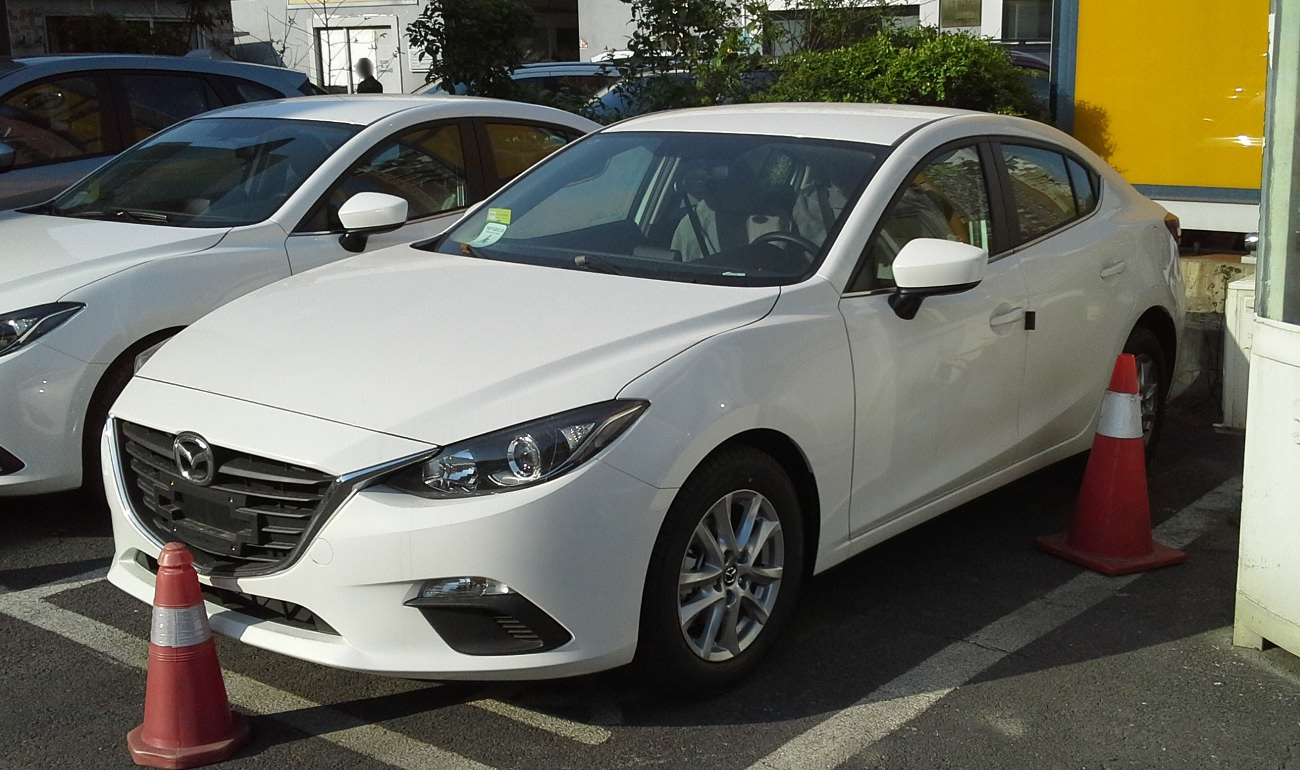
Mazda 3 Axela von Changan Mazda Automobile

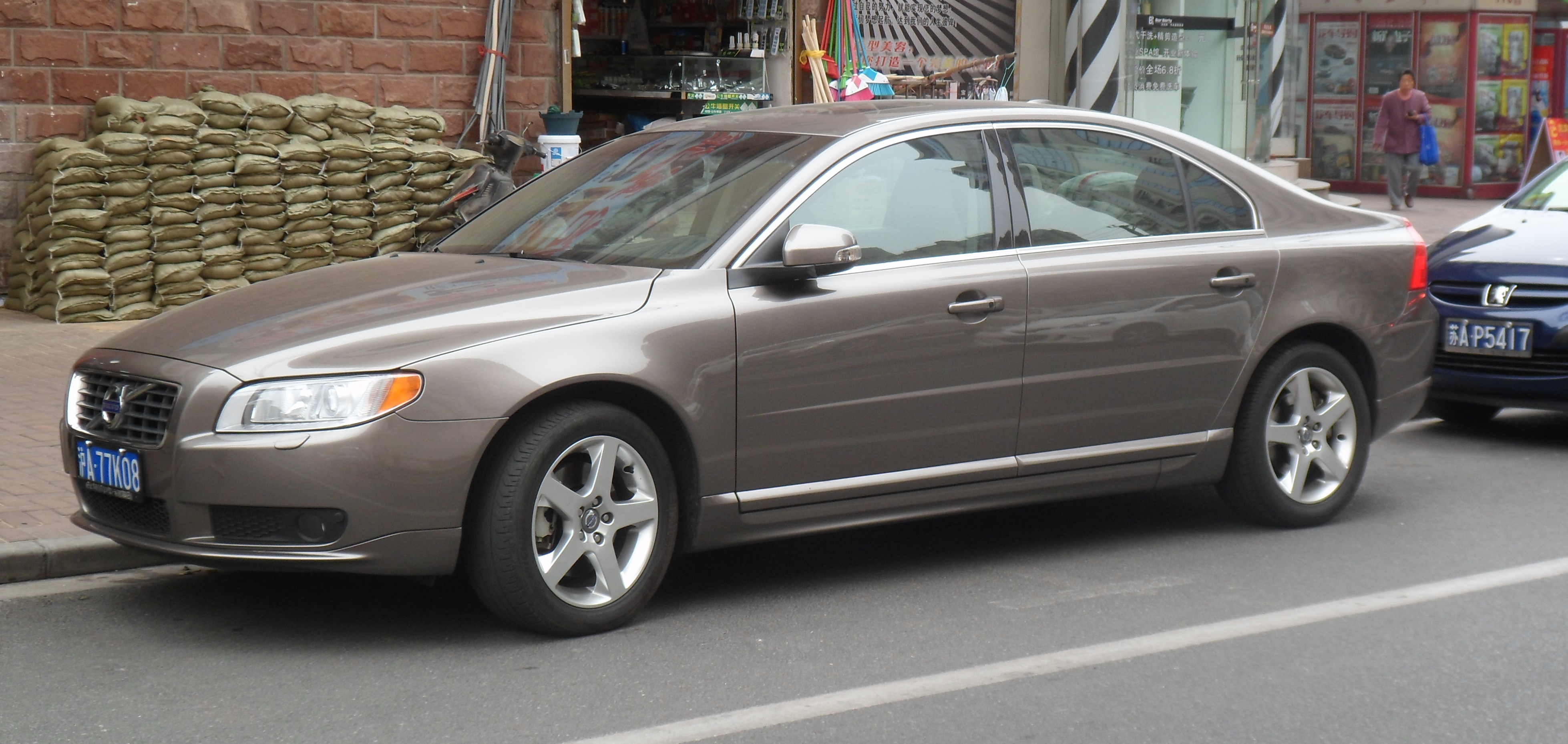
Volvo S80L von Changan Ford Mazda Automobile

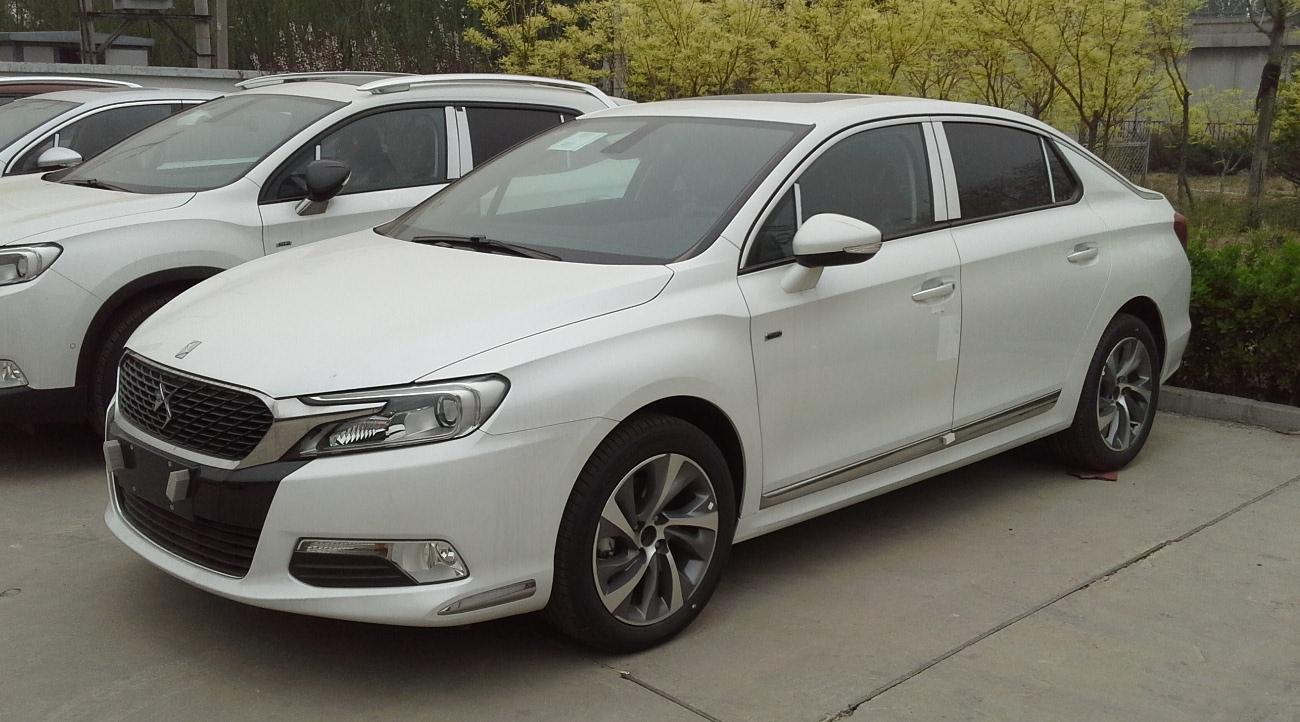
DS 5LS von Changan PSA Automobiles

Chongqing Changan Automobile ist ein Hersteller von Automobilen aus Chongqing in der Volksrepublik China.

## Unternehmensgeschichte
Das Unternehmen beruft sich auf eine Tradition seit November 1862. In dem Monat gründete Li Hongzhang ein technisches Unternehmen.
1958 entstand möglicherweise als Prototyp ein Personenkraftwagen namens Progress. Eine Quelle gibt Chongqing Xinjian Machinery Works an, andere Chongqing Machinery Manufactury.
Um 1958 wurde der Geländewagen Changjiang Nr. 46 hergestellt. Eine Quelle nennt das Jahr 1958 und die Firmierung Chang’an Machinery Works und gibt an, dass das Fahrzeug dem Jeep CJ5 entsprach. Andere Quellen nennen den Zeitraum von 1958 bis 1962. Nach Unternehmensangaben begann 1959 die Fertigung.
In den 1980er Jahren begann die Serienproduktion von kleinen Nutzfahrzeugen. Eine Quelle gibt 1982 an, mehrere 1983 und das Unternehmen 1984. Lizenzgeber war Suzuki. Der Markenname lautet Changan, auch in der Schreibweise Chang’an mit Apostroph. Pkw folgten 1990. 
Weitere überlieferte Firmierungen sind Chang’an Auto Corporation für 1990, Changan Automobile Group ab 1995, Changan Automobile (Group) Liability ab 1998 und Chana Automobile (Group) Liability für 2008.
Das Unternehmen gibt in seinen jährlichen Berichten an, am 31. Oktober 1996 durch die China Changan Automobile Group (CCAG) gegründet worden zu sein.
1997 wurde Anhui Huaihai Machinery Works übernommen. 2001 begann ein Joint Venture mit Ford, 2011 mit PSA. Im Designbereich arbeitete Changan seit 2003 eng mit dem Turiner Studio LDA Design zusammen.
Changan gehört zur China South Industries Group und unterhält mehrere Gemeinschaftsunternehmen oder Tochtergesellschaften:
- Chongqing Changan Suzuki Automobile mit Suzuki. 1993 gegründet und 2018 komplett übernommen.
- Changan Ford Automobile 2001 mit Ford[14]. 2004 kam Mazda dazu, woraufhin sich die Firmierung in Changan Ford Mazda Automobile änderte. Dieses Unternehmen wurde Ende 2012 aufgelöst und durch zwei andere ersetzt.
- Changan PSA Automobiles ab 2011 mit Groupe PSA,[14] firmiert seit 2020 als Shenzhen Baoneng Motor
- Changan Ford Automobile seit Ende 2012 mit Ford.
- Changan Mazda Automobile seit Ende 2012 mit Mazda.
- Chongqing Changan Kuayue Automobile[12] für Nutzfahrzeuge Groupe PSA[15] der Marke Caky[16]

Seit 2020 besteht eine Kooperation mit Huawei unter der Marke Avatr, unter der 2022 der Avatr 11 auf den Markt kam. Als Batteriehersteller ist CATL beteiligt. Im Jahr 2025 sollen die Aktivitäten insbesondere in Europa intensiviert werden. So hat Changan in Norwegen, Portugal und Griechenland Partnerschaften mit Händlern gegründet. In Deutschland, den Niederlanden und Großbritannien will das Unternehmen ein eigenes Händlernetz einrichten. In Großbritannien sollen so bis Jahresende 60 Showrooms entstehen.

## Fahrzeuge
Am 28. Oktober 2019 wurde die Marke oder Submarke Kaicene (auch Kaicheng genannt) für den Pick-up Kaicene F70 eingeführt.